# モザンビーク海流

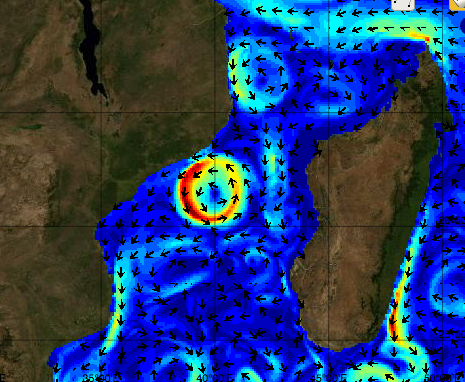
海流を視覚化した画像

モザンビーク海流（モザンビークかいりゅう、英: Mozambique Current）は、南赤道海流の一部がアフリカ東岸で南に向きを変え、マダガスカル島とアフリカとの間にあるモザンビーク海峡を南下する強い海流。この海流の南部は特に強く、アガラス海流の別名がある。インド洋の海流は一般に季節変化が著しいが、この海流は年間を通じて優勢である。